# Pipangaï
 (août 2015).
Pipangaï Production est un studio d'animation français d'envergure internationale basé à la ville du Port, sur l'île de La Réunion. Cette société d'économie mixte a été fondée en 1995 par Alain Séraphine qui la dirigea les cinq premières années avec le soutien d'Abdé Ali Goulamaly, président et actionnaire majoritaire.  Jacques Chirac a visité en personne le studio lors d'une venue officielle dans l'île. Plusieurs directeurs se sont succédé depuis, dont Philippe Grimond et Azmina Goulamaly.
De nombreuses coproductions françaises et étrangères font appel à l'expertise de Pipangaï, qui mise sur la qualité face à ses concurrents asiatiques[non neutre][réf. nécessaire]. On peut citer parmi les principaux clients : Canal+, PMMP, Les Films de la Perrine, Elipse Nelvana (Canada).
Parmi les productions du studio on trouve : Alix, Le parfum de l'invisible de Milo Manara, Babar, Les Renés d'Hervé Di Rosa, Bob Morane, Billy the Cat, Docteur Globule, Four Eyes, My Dad Is A Rock Star, Des Zanimots pour le Dire, Marcelino Pan y Vino, Wombat City, Marcelino 1 & 2, Princesse Sissi, Inspecteur Mouse, etc. En tout, des films d'animation diffusés dans plus de 80 pays dans le monde.
Le studio a passé le cap de l'animation traditionnelle en travaillant sur des projets d'animation vectorielle avec le parc de licences Toon Boom Harmony, un logiciel professionnel utilisé pour l'animation 2D générée par ordinateur. C'est le plus vaste parc de toute la France avec plus de 75 licences.
L'entreprise intensifie depuis 2004 ses activités, notamment avec la création d’un département 3D et d’un département Recherche et Développement. Ainsi Pipangaï a développé en 2005 un « plug-in » pour le logiciel d’effets spéciaux After Effects qui a été agréé par l'éditeur de logiciels Adobe Systems.
De 2004 à 2006 le studio assure la mise en couleur de la série W.I.T.C.H.
Depuis 2006, le studio est en pleine mutation et se tourne vers l'animation 3D et la capture de mouvement tout en conservant son département d'animation traditionnelle.
En 2009 le studio produit la série animée pour enfants "Cajou" en co-production avec les Armateurs pour Disney.
En 2015 le studio sort Adama, coproduit avec Naïa production, long métrage d'animation réalisé par Simon Rouby entièrement produit dans le studio Pipangaï à l'île de la Réunion.
En 2016 le studio à travers ses producteurs est nommé pour les Césars dans la catégorie du meilleur film d'animation pour Adama.
En 2017, Zombillénium, un long métrage d'animation réalisé à 70 % au studio, est présenté dans la sélection officielle complémentaire du festival de Cannes,.
En 2017  Zombillénium est également en compétition officielle au festival d'Annecy.